# 122 (số)
122 (một trăm hai mươi hai) là một số tự nhiên ngay sau 121 và ngay trước 123.